# Японский оккупационный фунт
Японский оккупационный фунт (англ. Pound) — один из видов денег, выпущенных Японской империей для использования на оккупированных в годы Второй мировой войны территориях Океании.
В 1942 году японские войска оккупировали Науру, большую часть островов Гилберта и Соломоновых островов, а также высадились в Папуа.
В том же году на оккупированных территориях выпущены в обращение купюры в шиллингах и фунтах, с надписями на английском языке. Серия купюр начиналась с буквы «O» («Океания»).
Были выпущены банкноты в 1⁄2, 1, 10 шиллингов, 1 фунт.
| Изображение | Номинал      | Год выпуска | Серия      |
| ----------- | ------------ | ----------- | ---------- |
|             | 1⁄2 шиллинга | 1942        | OA, OB, OC |
|             | 1 шиллинг    | 1942        | OA, OB, OC |
|             | 10 шиллингов | 1942        | OA         |
|             | 1 фунт       | 1942        | OA         |